# Alastair McKenzie (arbitre)
Alastair McKenzie, également écrit Mackenzie (né à Coatbridge et mort le 17 décembre 1997) était un arbitre écossais de football, qui officia internationalement de 1960 à 1975. 

## Carrière
Il a officié dans des compétitions majeures: 
- Coupe de la ligue écossaise de football 1970-1971 (finale)
- Coupe intercontinentale 1971 (match retour)
- Supercoupe de l'UEFA 1972 (match aller)